# Коленково (Костромская область)
Коленково — деревня в Чухломском муниципальном районе Костромской области. Входит в состав Повалихинского сельского поселения

## География
Находится в северной части Костромской области на расстоянии приблизительно 18 км на север-северо-восток по прямой от города Чухлома, административного центра района.

## История
В 1907 году здесь было учтено 11 дворов.

## Население
Постоянное население 73 человека (1897 год), 72 (1907), 6 в 2002 году (русские 100 %), 2 в 2022.